# Dubnica nad Váhom
Dubnica nad Váhom (em alemão: Dubnitz an der Waag) é uma cidade da Eslováquia, situada no distrito de Ilava, na região de Trenčín. Tem 49,14 km² de área e sua população em 2018 foi estimada em 23.762 habitantes.

## Demografia
| Ano:        | 1994   | 2004   | 2014   | 2024    |
| ----------- | ------ | ------ | ------ | ------- |
| Broj ljudi: | 26 025 | 25 734 | 24 721 | 21 732  |
| Razlika:    |        | -1,11% | -3,93% | -12,09% |

| Ano:               | 2023   | 2024   |
| ------------------ | ------ | ------ |
| Número de pessoas: | 21 805 | 21 732 |
| Diferença:         |        | -0,33% |